# Marine Deleeuw
Marine Deleeuw (8 de agosto de 1994) es una modelo francesa.

## Carrera
Marine Deleeuw fue descubierta en un concurso belga de moda, Future Top Model. Comenzó su carrera desfilando para Trussardi, Tommy Hilfiger, Thakoon Panichgul, Hervé Leger, Belstaff, Louis Vuitton, Moschino, Francesco Scognamiglio, Missoni, . Abrió para Rag & Bone, BCBG Max Azria, y Giambattista Valli. Cwrró Rag & Bone, Marc de Marc Jacobs, John Galliano, y Jill Stuart; también desfiló para Chanel, Dior, Prada, Valentino y Zuhair Murad, esa misma temporada.
Ha aparecido en anuncios de Carven, Zara, Dolce & Gabbana, Louis Vuitton, Givenchy, J. Crew, Iceberg, Tory Burch, y Jil Sander, entre otros.